# Mike Mangini
Michael "Mike" Mangini (Newton, Massachusetts, 1963. április 18. –) amerikai dobos, aki jelenleg a Dream Theater tagjaként tevékenykedik, (pont hogy nem, mert viszajött Portnoy). Korábban játszott az Annihilator, az Extreme, James LaBrie, valamint Steve Vai zenekarában. A Berklee College of Musicban is tanít, emellett még ismert session zenész. 2002 és 2005 közötti időszakában öt World's Fastest Drummer (WFD;A világ leggyorsabb dobosa) rekordot állított fel. 2010-ben csatlakozott a Dream Theaterhez, betöltvén Mike Portnoy helyét a zenekarban.

## Diszkográfia
Annihilator
- Set the World on Fire (1993)
- All for You (2004)
- Metal (2007)

Extreme
- Waiting for the Punchline (1995) - A "Hip Today", a "Leave Me Alone" és a "No Respect" című számokon.

Steve Vai
- Fire Garden (1996) - A "Bangkok" és a "The Fire Garden Suite" számokon.
- The Ultra Zone (1999) - A "Jibboom", a "Windows to the Soul" és a "Here I am" című számokon.

MullMuzzler/James LaBrie
- Keep It to Yourself (1999)
- James LaBrie's MullMuzzler 2 (2001)
- Elements of Persuasion (2005)

Tribe of Judah
- Exit Elvis (2002)

Dream Theater
- A Dramatic Turn of Events (2011)
- Dream Theater (2013)
- The Astonishing (2016)
- Distance over Time (2019)
- A View from the Top of the World (2021)